# The Return of Peter Grimm (film, 1926)

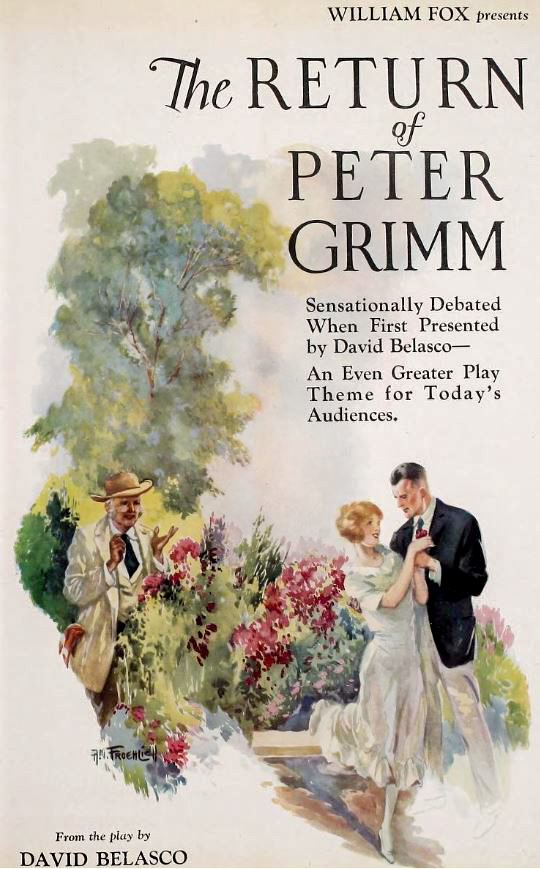
Affiche du film.

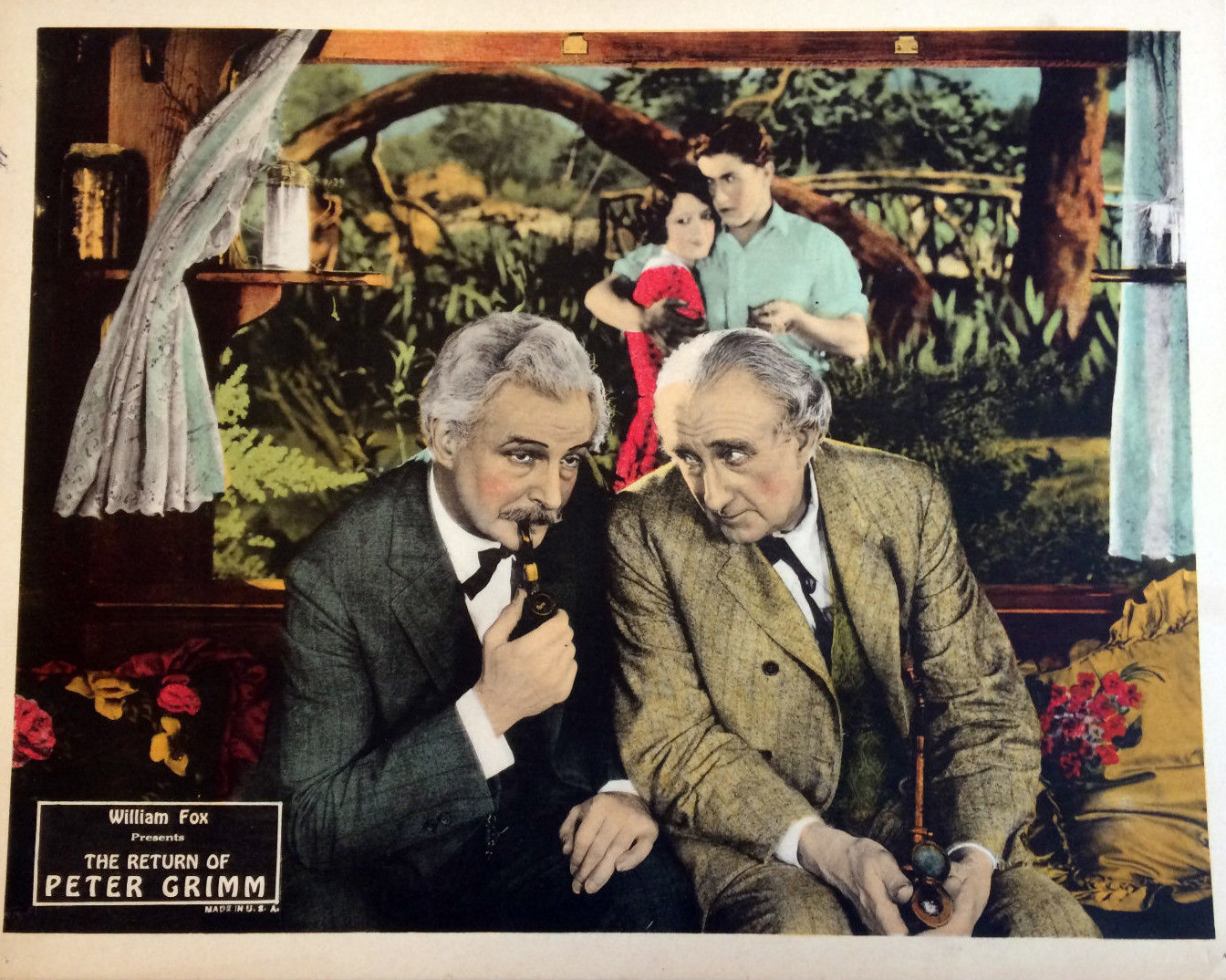
Carte promotionnelle du film.

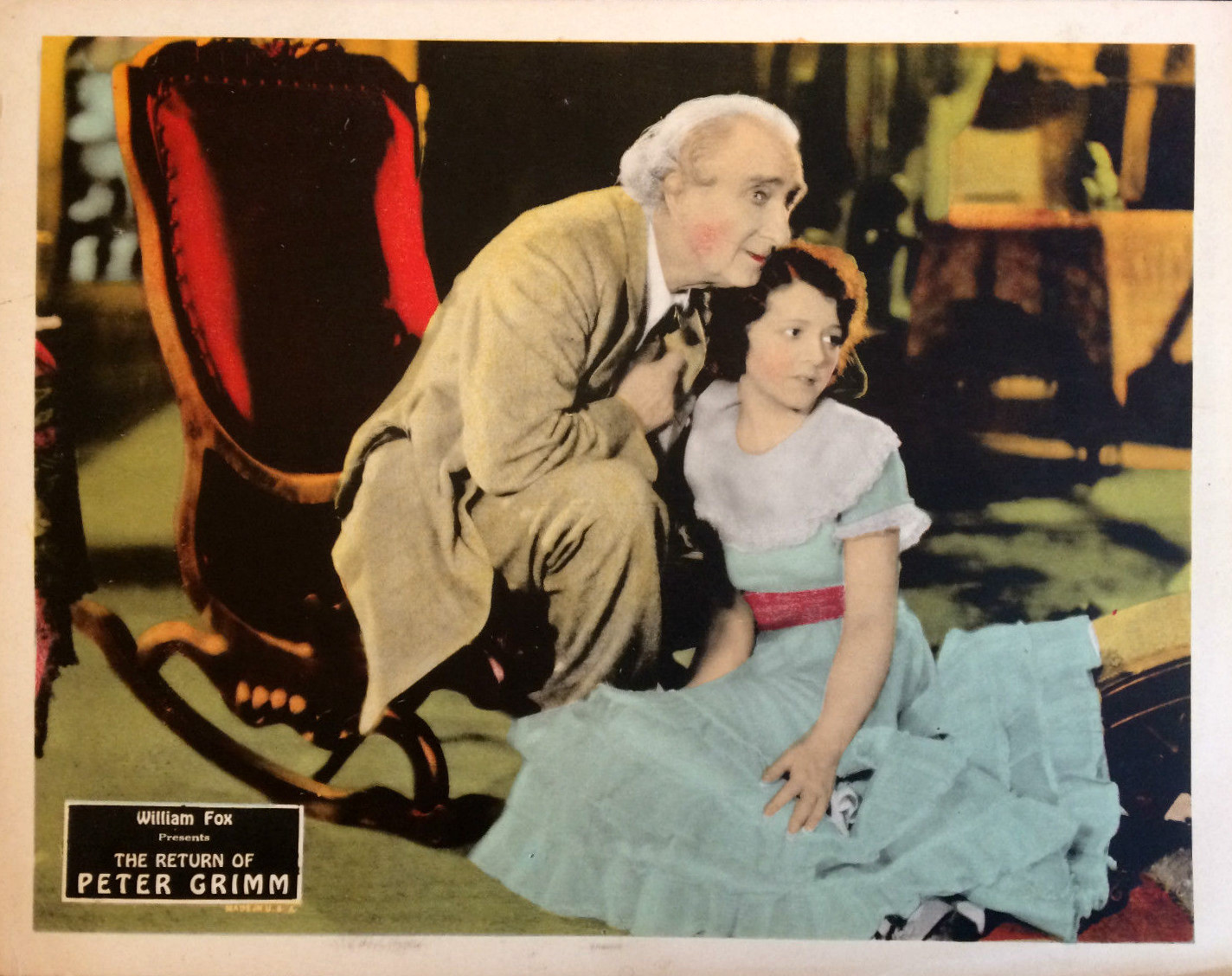
Autre carte promotionnelle du film.

Pour les articles homonymes, voir The Return of Peter Grimm.
The Return of Peter Grimm est un film réalisé par Victor Schertzinger, sorti en 1926. C'est une adaptation d'une pièce de 1911 de David Belasco. Un remake parlant a été réalisé par RKO en 1935.

## Synopsis
Le fantôme d'un père de famille récemment décédé tente d'aider ses proches survivants, en partie en empêchant un mariage dont il sait qu'il va mal tourner.

## Fiche technique
- Réalisation : Victor Schertzinger
- Assistant : William Tummel
- Scénario : Bradley King, d'après la pièce de 1911 The Return of Peter Grimm de David Belasco
- Producteur : William Fox
- Genre : Fantasy[2]
- Photographie : Glen MacWilliams
- Distributeur : Fox Film Corporation
- Durée : 70 minutes
- Date de sortie : 7 novembre 1926

## Distribution
- Alec B. Francis : Peter Grimm
- John Roche : Frederick Grimm
- Janet Gaynor : Catherine
- Richard Walling : James Hartman
- Lionel Belmore : Reverend Bartholomey
- Elizabeth Patterson : Mrs. Bartholomey
- John St. Polis : Andrew MacPherson (non crédité)
- Bodil Rosing : Marta (non crédité)
- Mickey McBan : William (non crédité)
- Florence Gilbert : Annamarie (non crédité)
- Sammy Cohen : le Clown (non crédité)